# Ганглиозидоза
Ганглиозидозе су сфинголипидозе (поремећаји складиштења лизозома) аутозомно рецесивног генетског порекла које карактерише широко распрострањена акумулација ганглиозида, олигосахарида или кератан сулфат мукополисахарида (и њихових деривата).

## Врсте
Према Међународној класификацији болести десете ревизије ( МКБ-10 ), у тачки Е 75.0  ганглиозидозе се могу сврстати у:
- ГМ1 ганглиозидоза
- ГМ2 ганглиозидозе
- Сандхофова болест
- Теј-Саксова болест
- ГМ3 ганглиозидоза
- Муколипидоза IV

## Епидемиологија
Учесталост ганглиозидоза је 1 на сваких 100.000 рођених. ГМ1 тип I  је чешћи од осталих типова. Тип 3 је чешћи међу људима јапанског порекла. 
Полне разлике
Болест се подједнако  јавља како код мушкараца тако и код жена.  

## Етиологија
Све ганглиозидозе карактерише складиштење абнормалних ганглиозида у неуронима и другим деловима нервног система. У свим ганглиозидозама, постоји драматична акумулација липида који растеже тело неуронске ћелије; настали механички фактори ометају метаболичку функцију и на крају уништавају ћелију. Различите популације неурона су укључене и производе различите симптоме. Складиштење је првенствено неуронско и има тенденцију да се јавља углавном у полиоенцефалону код великих неурона.
Тежина и запремина захваћеног мозга значајно се повећавају током друге године живота; често може тежити и преко дупло веће од нормалне количине за узраст и пол. Након тога долази до цистичне дегенерације преосталог кортекса и субкортекса.
Неуропатолошки процес није ограничен на мозак и моторне неуроне, јер су и ћелије предњег рогакичмене мождине такође погођене.

## Патологија
Патолошки преглед ових поремећаја открива искривљене и балониране неуроне. Појављује се фузиформно отицање аксона , названо торпеда, и уочава се астроцитна пролиферација. Дегенерација беле материје настаје као последица неуронске дисфункције и смрти ћелије.
Електронско микроскопске студије показују да су ганглиозиди обично чврсто збијени унутар појединачних ћелија. Код већине ганглиозидоза, ови цитозоми, или мембранска цитоплазматска тела, су осмофилни и често попримају лабаво „увијен“ облик.
Аутозомно рецесивни генетски недостаци подједнако погађају жене и мушкарце, а први симптоми се могу појавити у првим месецима живота (тешки случај, тип I) или тек након 18 месеци (умерени случај, тип II) или само код одраслих (благи случај, тип III). 
ГМ1
ГМ1 ганглиозидоза је узрокована недостатком бета-галактозидазе , што доводи до акумулације липидних и киселих материјала у ћелијама централног и периферног нервног система, а посебно у нервним ћелијама.
ГМ2
ГМ2 ганглиозидозе су група сродних генетских поремећаја узрокованих недостатком ензима бета-хексосаминидазе . 
Овај ензим катализује биоразградњу деривата масних киселина познатих као ганглиозиди - гликолипидних  комплекса сијаличне киселине који се налазе посебно у мозгу, а  неопходни су за: мијелинизацију, интегритет неуронских аксона и  пренос нервних импулса.

## Клиничка слика
Знаци и симптоми  ГМ1 тип I или инфантилна ганглиозидоза  обично се не појављују до 6 месеци старости, често се појављују нормално пре тога, а рани симптоми укључују:
- успорен развој,
- мишићу слабост,
- губитак вештина,
- осетљивост на буку.

Како болест напредује јавља се:
- увећана јетра и слезина ( хепатоспленомегалија )
- скелетне абнормалности
- напади
- интелектуални инвалидитет
- прогресивно слепило (губитак вида) које настаје како ткиво осетљиво на светлост у задњем делу ока (мрежњачи или ретини) постепено пропада. Црвена тачка на мрежњачи може се идентификовати очним прегледом и карактеристична је за овај поремећај.
- карактеристичне црте лица, увећане десни (хипертрофија гингиве) и увећан и ослабљен срчани мишић ( кардиомиопатија ), које се јављају у неким случајевима.

### ГМ1 тип 2 или јувенилна ганглиозидоза
Средњи облик болести, деца са ГМ1 тип II  имају нормалан развој до 18 месеци (касни инфантилни облик) или 5 година (јувенилни облик) када се појаве следећи симптоми:
- развојна регресија
- изразите црте лица
- повећана јетра и слезина

### ГМ1 тип 3 или ганглиозидоза одраслих
Блажи и ређи облик болести, већина оболелих особа не развија знакове и симптоме све до адолесценције и укључује:
- невољно стезање различитих мишића ( дистонија )
- абнормалности костију кичме (пршљенова)
- специфичне црте лица

### ГМ2 ганглиозидоза или Тej-Саксова болест или Сандхофова болест
Дете се нормално развија све док се симптоми не појаве након неколико месеци старости, који  укључују:
- пад менталних и физичких способности,
- слепило,
- глувоћу,
- немогућност гутања,
- атрофију мишића,
- парализу.

## Дијагноза
На дијагнозу ГМ 1 ганглиозидозе треба посумњати код новорођенчади са типичним клиничким карактеристикама, које се потврђују демонстрацијом недостатка активности β-галактозидазе у периферним леукоцитима.
Други поремећаји који деле неке од карактеристика ГМ 1ганглиозидозе укључују Хурлерову болест (мукополисахаридоза тип I ), болест И-ћелија и Ниман-Пикову болест типа А, од којих се свака може разликовати по демонстрацији њихових специфичних ензимских недостатака.
Носиоци поремећаја се откривају мерењем ензимске активности у периферним леукоцитима или идентификацијом специфичних генских мутација.
Пренатална дијагноза
Пренатална дијагноза се постиже одређивањем ензимске активности у култивисаним амниоцитима или хорионским ресицама или идентификацијом специфичних мутација које изазивају болест.

## Терапија
Тренутно не постоји ефикасан медицински третман за основни поремећај код пацијената са ГМ1 ганглиозидозом. 
- Трансплантација коштане сржи била је успешна код појединца са инфантилном и јувенилном ГМ1 ганглиозидозом, међутим, није пријављена дугорочна корист.
- Лечење неких неуролошких последица је доступно, али не мења значајно клинички ток.
- Трансплантација матичних ћелија се заговара као могући третман због успеха у другим болестима лизозомског складиштења.
- Активно истраживање у областима замене ензима и генске терапије за ГМ1 ганглиозидозу је у току, али није напредовало до испитивања на људима.

## Прогноза
Болест је обично фаталан неколико месеци након појаве симптома.
Очекивани животни век код:
- типа I ГМ1 је неколико месеци,
- типа II може да достигне пунолетство,
- типа III може да пређе двадесет година.